# Copaeno
Copaeno, o más precisamente, α-copaeno, es el nombre químico común (o trivial) de un líquido aceitoso de hidrocarburo que se encuentra en una serie de plantas productoras de aceite esenciales. El nombre se deriva de las resinas tropicales productoras del árbol copaiba, Copaifera langsdorfii, de la que el compuesto se aisló por primera vez en 1914. Su estructura, incluyendo la quiralidad, se determinó en 1963. El isómero de doble enlace con un exo-metileno grupo, β-copaeno, fue reportado por primera vez en 1967.
Químicamente, los copaenes son sesquiterpenos tricíclicos. Las moléculas son quirales, y el enantiómero α-copaeno más comúnmente encontrado en las plantas superiores muestran un negativo rotación óptica de alrededor de -6 °. La rara (+)-α-copaeno también se encuentra en pequeñas cantidades en algunas plantas. Es de importancia económica, ya que atrae fuertemente a una plaga para la agricultura, la mosca del Mediterráneo Ceratitis capitata.